# ポートランドの壺

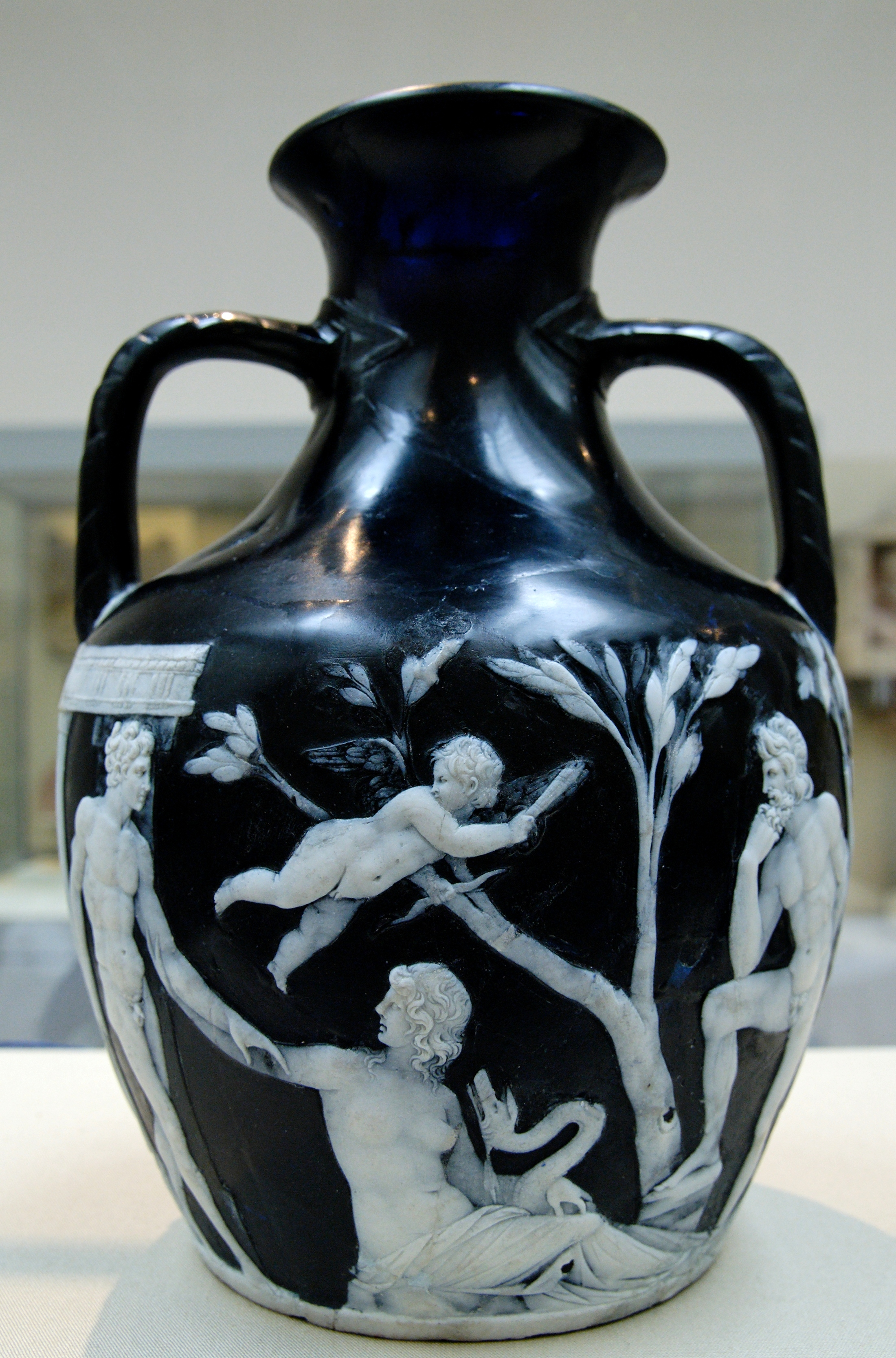
オリジナルの第一場面

ポートランドの壺 （ポートランドのつぼ）とは、西暦25年頃に古代ローマで作られたカメオ・ガラスの作品。イギリスの外交官によって18世紀にイタリアからイギリスに持ち込まれ、現在は大英博物館に所蔵されている。また、これをモデルにしてジョサイア・ウェッジウッドが1790年に作製した同名のジャスパーウェアもある。
2つの持ち手がついた壺の表面に、座ってくつろぐ人々が描かれている。
ウェッジウッドは、焼成時の装飾部分と壺本体の収縮率の差の調整やガラスの質感の再現に苦労したが、4年の歳月をかけて濃紺地に白いレリーフが浮かぶ見事な作品を完成させた。この作品はウェッジウッド美術館に所蔵されている。